# 15 de agosto

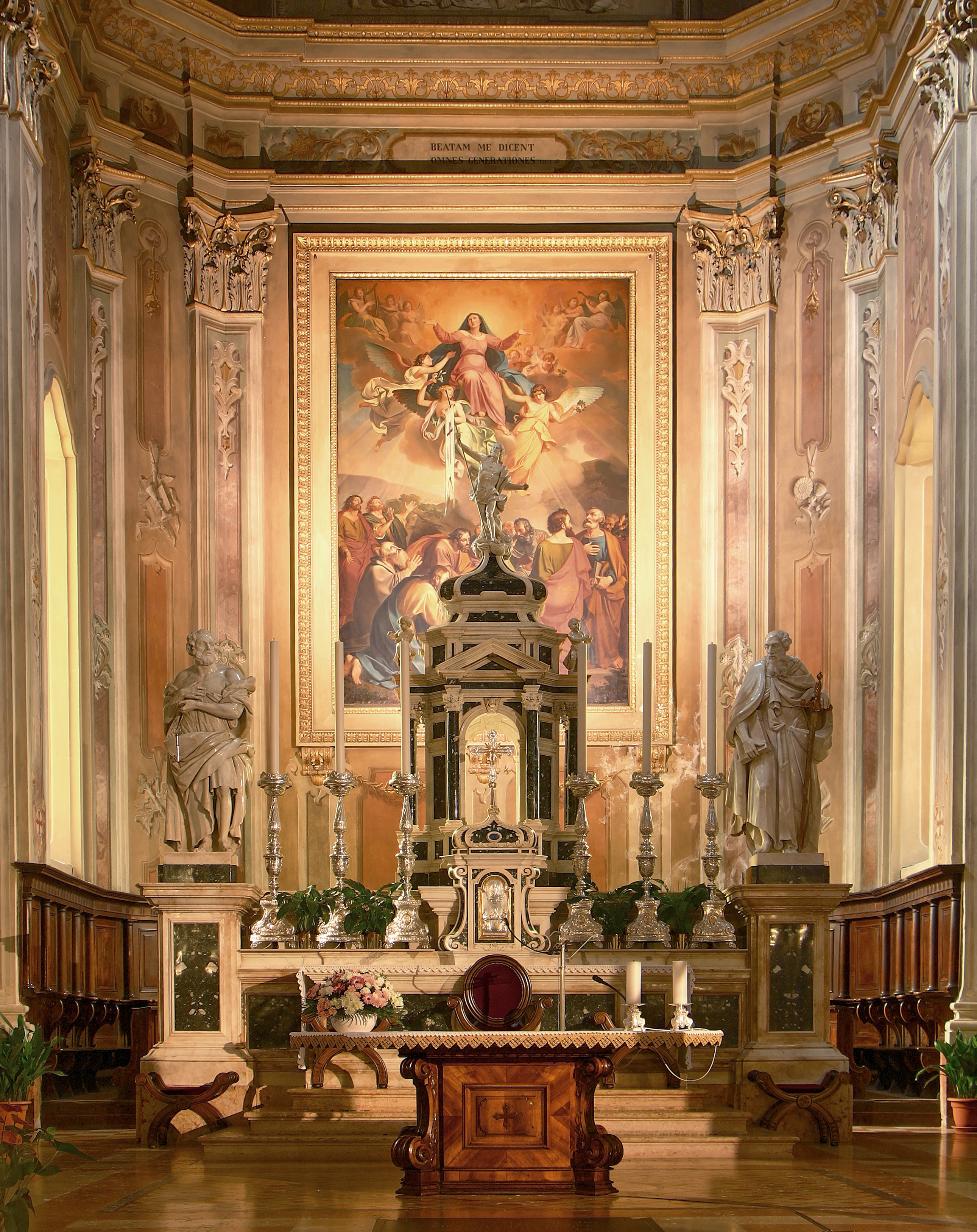
El 15 de agosto se celebra la solemnidad de la Asunción de la Virgen María

El 15 de agosto es el 227.º (ducentésimo vigésimo séptimo) día del año en el calendario gregoriano y el 228.º en los años bisiestos. Quedan 138 días para finalizar el año.

## Acontecimientos
- 717: se inicia el segundo asedio árabe a Constantinopla, una de las mayores campañas islámicas contra el Imperio Romano Oriental (Bizantino).
- 718: en el Imperio bizantino finaliza el Sitio de Constantinopla, con lo que se detiene la Expansión musulmana; al menos 130.000 árabes del Califato Omeya pierden la vida y toda la flota es destruida, producto del fuego griego. El impacto en los musulmanes es tal, que hasta 1453 no intentarán tomar de nuevo la ciudad, por considerarla inexpugnable.
- 778: en Roncesvalles, Carlomagno es derrotado por los vascones en la batalla de Roncesvalles. Muere el héroe Roldán.
- 927: en el sur de Italia, los sarracenos conquistan y destruyen la villa de Tarento.
- 1007: en Yucatán (México), Ah Suytok Tutul Xiu funda la villa de Uxmal (según el calendario maya).
- 1096: inicio formal de la Primera Cruzada, anunciada por el papa Urbano II.
- 1097: en Consuegra (Toledo) son derrotadas las tropas de Alfonso VI en la batalla de Consuegra.
- 1185: en Georgia, a 140 km del mar Negro, la reina Tamar de Georgia consagra el monasterio de Vardzia, construido como una caverna en la montaña.
- 1248: en Colonia (Alemania) se pone la piedra fundacional de la catedral de Colonia, construida para alojar el relicario de los Tres Reyes Magos (la Catedral será terminada en 1880).
- 1261: en Constantinopla (Turquía), Miguel VIII Paleólogo es coronado emperador bizantino.
- 1281: durante la segunda invasión al Japón, la flota del Imperio mongol es destruida por un ‘viento divino’ (kamikaze) por segunda vez en la batalla de Koan.
- 1284: Juana I de Navarra se casa con Felipe IV de Francia por lo cual se convertiría un año más tarde en reina de Francia.
- 1304: en los Monte Tauro, al sur de Turquía, las tropas almogávares de Roger de Flor vencen a los otomanos.
- 1341: capitulación de la localidad de Alcalá la Real (Jaén) a manos del ejército de Alfonso XI de Castilla.
- 1430: en Italia, Francisco I Sforza, señor de Milán (Italia), conquista la villa de Lucca.
- 1461: el Imperio de Trebisonda se rinde ante las fuerzas del sultán Mehmed II (que en 1453 había conquistado Constantinopla). Algunos historiadores consideran que este fue el verdadero final del Imperio bizantino. El emperador David es exiliado y más tarde asesinado.
- 1466: Enrique IV de Castilla concede facultades a los alcaldes de Guipúzcoa para sentenciar en casos de brujería.
- 1483: en Roma (Italia), el papa Sixto IV consagra la Capilla Sixtina.
- 1496: al sur de la isla de La Española se funda la ciudad de Santo Domingo, un lugar propicio para la salida del oro de las minas de San Cristóbal.
- 1511: en la isla de Cuba, el «adelantado» Diego Velázquez de Cuéllar (1465-1524) funda la aldea Nuestra Señora de la Asunción de Baracoa, una de las primeras localidades fundadas por españoles en América. El 27 de noviembre de 1492, Cristóbal Colón la había descrito como «la más hermosa cosa del mundo».
- 1511: Afonso de Albuquerque de Portugal conquista la ciudad de Malaca, capital del sultanato de Malaca.
- 1514: ante los abusos a los que son sometidos los indios, Bartolomé de las Casas renuncia a la encomienda esclavista que se le había asignado en La Española y regresa a España.
- 1519: Pedrarias Dávila funda la ciudad Nuestra Señora de la Asunción de Panamá.
- 1532: en el Virreinato del Perú Francisco Pizarro funda San Miguel de Piura.
- 1534: en lo que es hoy Ecuador (dentro del Virreinato del Perú), Sebastián de Belalcázar y Diego de Almagro fundan la ciudad de Santiago de Quito, hoy Santiago de Guayaquil.
- 1537: en el Virreinato del Perú, Juan de Salazar funda Asunción del Paraguay.
- 1539: en el Virreinato del Perú se funda la Muy Noble y Leal Ciudad de los Caballeros de León de Huánuco (actual Huánuco).
- 1540: en el Virreinato del Perú Garci Manuel de Carbajal funda la Villa de la Asunción de Nuestra Señora del Valle Hermoso de Arequipa (actual Arequipa, en el sur de Perú).
- 1550: En el Colegio de San Gregorio de Valladolid (España), se reúne una junta de teólogos y juristas para debatir la moralidad de la conquista y dominio de América. En el debate fue destacable la participación de los religiosos fray Bartolomé de las Casas y Juan Ginés de Sepúlveda, con posturas enfrentadas, así como las intervenciones de Domingo de Soto, Melchor Cano, Pedro de la Gasca o el Arzobispo Carranza.
- 1620: en Inglaterra, el navío Mayflower parte del puerto de Southampton.
- 1684: en Regensburg (Ratisbona), la España de Carlos II y el Sacro Imperio Romano Germánico de Leopoldo I de Habsburgo firman una tregua de veinte años con la Francia de Luis XIV, que termina con la llamada Guerra de las Reuniones, pero que duraría hasta 1688, al iniciarse la guerra de la Liga de Augsburgo.
- 1702: una escuadra anglo-neerlandesa saquea los puertos españoles de Rota y el Puerto de Santa María.
- 1761: en Versalles (Francia), el embajador español marqués de Grimaldi firma el Tercer Tratado de Familia entre España y Francia.
- 1805: en el Monte Sacro (Roma), el futuro Libertador venezolano Simón Bolívar, ante Simón Rodríguez, su antiguo maestro y tutor, jura la libertad de su patria y de toda América.
- 1806: Liechtenstein se independiza del Sacro imperio romano germánico (disuelto el 6 de agosto).
- 1812: en la Plaza Mayor de Madrid (España) se proclama la Constitución promulgada por las Cortes de Cádiz.
- 1869: por medio de los acuerdos de rendición al final de la Guerra Boshin, el Imperio japonés rebautiza el territorio de la República de Ezo como Hokkaido (siendo este el nombre actual de la isla de Japón).
- 1876: fecha del prólogo de la publicación de la liturgia del  primer grado (aprendiz (de masón)) del Rito Escocés Antiguo y Aceptado, firmado por Manuel M. Molina (1891-1974), abogado, político, diplomático y maestro masón grado 33, gran secretario general del Supremo Consejo de México, y mandada observar por éste a todas las respetables logias de su jurisdicción.
- 1880: en Illapel (Chile) sucede un terremoto de 8,8 ML; deja 25 muertos. Véase Terremoto de Illapel de 1880.
- 1884: en París, la Academia de Medicina aprueba el método Pasteur de curación de la rabia.
- 1885: en Berlín se pone en funcionamiento la primera central eléctrica de Alemania para el suministro privado.
- 1892: en Chile se funda el club de deportes Santiago Wanderers, el más antiguo equipo de fútbol de ese país.
- 1898: en Palermo se funda el club de fútbol Club Atlético Estudiantes.
- 1902: en Uruguay se funda el club de fútbol Montevideo Wanderers Fútbol Club.
- 1904: en Villa Crespo (Buenos Aires) se funda el club de fútbol Argentinos Juniors.
- 1906: el papa Pío X publica la encíclica Gravissimo officii, contra la Ley de Separación de la Iglesia y el Estado promulgada en Francia.
- 1908: en Prusia se autoriza el ingreso de las mujeres en las universidades.
- 1912: el ministro de Asuntos Exteriores austro-húngaro, Leopold Berchtold, propone una conferencia de las grandes potencias con el fin de evitar una guerra en los Balcanes.
- 1914: en Panamá, con la primera travesía de un barco de línea comercial; el vapor estadounidense de pasajeros y carga Ancón, se inicia el tráfico a través del Canal de Panamá
- 1914: en la actual Alemania ―en el marco de la Primera Guerra Mundial―, el primer ejército del Imperio ruso, dirigido por Paul von Rennenkampf, ingresa en Prusia oriental.
- 1914: comienza la batalla de Cer, la primera victoria de los Aliados en la Primera Guerra Mundial.
- 1914: en Spring Green (Wisconsin), Julian Carlton, sirviente del arquitecto Frank Lloyd Wright, incendia la casa de este y mata a hachazos a siete personas (entre ellas la amante de Wright).
- 1915: en Nueva York (Estados Unidos), un artículo del diario New York World revela que el Gobierno alemán le compró dos millones de dólares de fenol al empresario estadounidense Thomas Edison, para que la fábrica alemana Bayer fabricara aspirinas; de otro modo ese fenol se hubiera vendido a Gran Bretaña para fabricar explosivos para la Guerra mundial.
- 1916: en Inglaterra ―en el marco de la Primera Guerra Mundial―, los aviones alemanes bombardean Dover, Londres y Folkestone.
- 1917: en Virginia (Estados Unidos) se consigue la primera comunicación inalámbrica y radiofónica entre un avión y la estación de seguimiento, así como entre dos aviones.
- 1922: el Gobierno alemán se declara incapaz de pagar las reparaciones de guerra que adeuda y propone reducirlas a una cuarta parte.
- 1923: en Weimar (Alemania) se instala la Escuela Bauhaus de arte y arquitectura.
- 1926: en España se aprueba la reforma del Plan de Bachillerato.
- 1932: en Nueva York empieza a funcionar la emisora de televisión CBS, que difunde la primera serie del mundo: Revista mundial.
- 1934: el excanciller Franz von Papen entrega a Adolf Hitler el testamento político de Paul von Hindenburg, muerto el 2 de agosto anterior.
- 1938: el buque británico Queen Mary conquista la «cinta azul» en la travesía del Atlántico.
- 1938: en México se celebra el primer Congreso Internacional de la Enseñanza de la Literatura Iberoamericana.
- 1938: en España se funda la revista Norte, mensuario teórico socialista.
- 1939: en la cueva de los Murciélagos, cerca de Jumilla (Murcia) se descubren pinturas rupestres.
- 1939: en México, Manuel Ávila Camacho es elegido presidente.
- 1939: en Neuhammer (Alemania), trece aviones Stuka se estrellan en tierra durante una práctica aérea de sincronización. No hay sobrevivientes.
- 1940: en el puerto de la isla Tinos, en aguas del mar Egeo, un submarino italiano torpedea y hunde al crucero griego Elli. Se trata de la mayor provocación italiana antes del inicio de la Guerra greco-italiana (28 de octubre de 1940 al 23 de abril de 1941).
- 1943: en Marín (Pontevedra) se inaugura la Escuela Naval Militar.
- 1943: la aldea Asquerosa (España) cambia su nombre por el de Valderrubio, ya que produce los mejores tabacos rubios de la vega de dicha provincia.
- 1945: en Japón ―en el marco de la Segunda Guerra Mundial―, el emperador Hirohito anuncia la capitulación japonesa, poniendo fin a la guerra.
- 1945: se independizan las dos Coreas.
- 1947: Reino Unido concede a India y Pakistán el estatuto de Estados Independientes Asociados a la Mancomunidad de Naciones.
- 1947: en Ecuador, la Asamblea elige presidente interino a Carlos Arosemena.
- 1948: en Corea del Sur, una asamblea constituyente proclama la república.
- 1950: el papa Pío XII proclama el dogma de la Asunción de la Virgen.
- 1950: Indonesia se convierte en Estado unitario.
- 1950: Un terremoto de 8.6 en el estado indio de Assam y la región china del Tíbet deja 4800 muertos.
- 1954: en Paraguay, Alfredo Stroessner asume como presidente de Paraguay, y como tal se mantendrá en sucesivas elecciones, hasta el 3 de febrero de 1989.
- 1960: tras 82 años de dominio británico, Chipre se proclama independiente.
- 1960: en África, la República Popular del Congo se independiza de Imperio francés.
- 1962: en Estados Unidos sale a la venta la revista Amazing Fantasy n.º 15, que muestra la primera aparición del héroe adolescente Spider-Man, creado por Stan Lee y Steve Ditko.
- 1963: en Chile el conjunto The High & Bass (conocidos más adelante como Los Jaivas) hacen su primera presentación en vivo en el Teatro Municipal de Viña del Mar.
- 1965: en Santiago de Chile se funda el Movimiento de Izquierda Revolucionaria, organización revolucionaria que tuvo entre sus filas a luchadores como Miguel Enríquez, Bautista van Schouwen y Clotario Blest.
- 1965: en Nueva York (Estados Unidos), la banda británica The Beatles realiza un recital ante 60.000 personas en el estadio Shea. Se considera que este evento fue el inicio del «rock de estadio»
- 1968: en Montevideo (Uruguay), un cuarto de millón de personas salen a las calles por el asesinato del estudiante Líber Arce (fallecido el día anterior), contra el gobierno de Jorge Pacheco Areco.
- 1969: en el poblado de Bethel (Estados Unidos) comienza el festival de Woodstock, que con una afluencia de entre 400-500 mil espectadores se convirtió en un hito para la cultura contemporánea.
- 1971: Baréin se independiza del Imperio británico.
- 1971: en Estados Unidos, el presidente Richard Nixon, acaba con el patrón oro al anunciar la suspensión de la convertibilidad en metal del dólar estadounidense (Nixon Shock).
- 1973: en el marco de la guerra de Vietnam, Estados Unidos finaliza el bombardeo de civiles en Camboya.
- 1975: en Bangladés, el Ejército da un golpe de Estado y fusila al presidente, Sheikh Mujibur Rahman y a sus familiares.
- 1976: entre Quito y Cuenca (Ecuador) desaparece el Vuelo 011 de SAETA con 59 personas a bordo.
- 1977: el radiotelescopio Big Ear (Radio Observatorio de la Universidad Estatal de Ohio) capta la llamada «Señal WOW», una posible comunicación radial extraterrestre.
- 1978: en Bolivia se funda el partido ADN (Acción Democrática Nacionalista), formado por los seguidores del que fuera jefe de Estado, Hugo Bánzer Suárez.
- 1981: Boca Juniors empata con Racing Club por 1-1 y se corona campeón del Campeonato Metropolitano con la figura máxima de Diego Maradona.
- 1985: en Barcelona es robado el Banco Hispanoamericano, con un botín de más de mil millones de pesetas.
- 1986: el FMI (Fondo Monetario Internacional) suspende sus créditos a Perú.
- 1988: la CEE (Comunidad Económica Europea) establece relaciones diplomáticas con Alemania del Este.
- 1989: en Ecuador, General Villamil es elevado a cantón de la Provincia del Guayas.
- 1990: el Gobierno de Mozambique, tras abandonar el marxismo-leninismo, legaliza el multipartidismo.
- 1991: el Comité de Descolonización de la ONU reafirma el derecho de Puerto Rico a la libre determinación de independencia.
- 1993: en Stuttgart (Alemania), Valentí Massana gana la medalla de oro en los 20 km marcha.
- 1993: en Paraguay, Juan Carlos Wasmosy toma posesión como presidente.
- 1994: en Sudán, fuerzas francesas capturan al terrorista venezolano Carlos el Chacal (Ilich Ramírez Sánchez).
- 1998: en la pequeña localidad norirlandesa de Omagh, la banda terrorista IRA Auténtico realiza un atentado con coche bomba que deja un saldo de 29 muertos.
- 1998: en Moscú (Rusia) se reúnen Anatoli Chubáis (negociador de la deuda externa rusa), Serguéi Dubinin (presidente del Banco Central de Moscú) y Serguéi Kiriyenko (primer ministro ruso) para evitar la devaluación del rublo.
- 1998: en Paraguay, Raúl Cubas Grau asume como presidente.
- 2002: La zona dañada del Pentágono a causa de los ataques terroristas del 11 de septiembre de 2001 vuelve a operar.
- 2003: en Paraguay, Nicanor Duarte Frutos asume como presidente.
- 2003: en Puertollano (España) se produce un incendio en la refinería de Repsol, que deja tres muertos.
- 2003: Libia reconoce oficialmente su responsabilidad en el atentado de Lockerbie (Escocia), en la que murieron 270 personas en un avión de Pan Am que se estrelló en 1988.
- 2004: en Venezuela, Hugo Chávez gana el referéndum presidencial en su contra con un 58% de los votos.
- 2004: en los Juegos Olímpicos de Atenas, la selección estadounidense de baloncesto ―ante Puerto Rico― cosecha su primera derrota olímpica desde que está formada por jugadores de la NBA.
- 2004: la revista Pediatric Research publica la identificación de 9 genes implicados en la muerte súbita del lactante.
- 2005: el gobierno de Indonesia y la guerrilla separatista del Movimiento Aceh Libre (GAM) suscriben un histórico acuerdo de paz tras 30 años de enfrentamiento.
- 2007: en el mar peruano, frente a la ciudad de Pisco se registra un terremoto de magnitud 8 en la escala de magnitud de momento.
- 2008: en Liechtenstein se funda el primer y único canal de televisión de ese país, 1 FLTV.
- 2008: en Paraguay, el ex obispo Fernando Lugo asume la presidencia, dejando atrás más de 60 años de gobierno del Partido Colorado ―que incluyó la dictadura (entre 1954 y 1989) del general colorado Alfredo Stroessner―.
- 2013: en Paraguay asume la presidencia Horacio Cartes, candidato presidencial del Partido Colorado, el cual vuelve a gobernar. Cartes es el sucesor en el cargo de Federico Franco, cuyo sucesor fue Fernando Lugo.
- 2013: en el sur de Beirut (Líbano), cerca de una casa utilizada por el grupo libanés Hezbolá, explota una bomba. Mueren al menos 27 personas y 226 quedan heridas. En un video en línea, un desconocido grupo terrorista suní se responsabiliza del atentado.
- 2013: en Estados Unidos, el Instituto Smithsoniano anuncia el descubrimiento del olinguito, la primera especie carnívora descubierta en el continente americano en 35 años.
- 2018: en Paraguay asume la presidencia Mario Abdo Benítez.
- 2021: en la guerra de Afganistán, los talibanes toman Kabul, capital de la República Islámica de Afganistán, autoproclamando el Emirato islámico de Afganistán y dando fin a la guerra.
- 2022: la exitosa serie de televisión Better Call Saul realiza su última emisión en AMC, dando fin a la serie con su episodio final "Saul Gone".
- 2023: en Paraguay asume la presidencia Santiago Peña.
- 2023: Incendio forestal en Tenerife, el peor de Canarias en 40 años.

## Nacimientos
- 1001: Duncan I, rey escocés (f. 1040).
- 1171: Alfonso IX de León, rey de León (f. 1230).
- 1195: Antonio de Padua, teólogo y santo católico portugués (f. 1231).
- 1250: Mateo I Visconti, aristócrata milanés (f. 1322).
- 1432: Luigi Pulci, poeta italiano (f. 1484).
- 1488: Hernando Colón, humanista y cosmógrafo español (f. 1539).
- 1527: Fray Luis de León, poeta y religioso agustino español (f. 1591).
- 1575: Bartol Kašić, lingüista y lexicógrafo croata (f. 1650).
- 1613: Gilles Ménage, abogado, filólogo y erudito francés (f. 1692).
- 1645: Carlos de Sigüenza y Góngora,  sacerdote, literato, astrónomo y científico novohispano (f. 1700).
- 1736: Johann Christoph Kellner, organista y compositor alemán (f. 1803).
- 1750: Sylvain Maréchal, ensayista, poeta y activista político francés (f. 1803).
- 1762: José Ignacio Thames, sacerdote argentino (f. 1832).
- 1769: Napoleón Bonaparte, militar y gobernante francés (f. 1821).
- 1771: Walter Scott, escritor británico (f. 1832).
- 1772: Johann Mäzel, mecánico e inventor austriaco (f. 1838).
- 1779: Wilhelm Achtermann, escultor alemán (f. 1884).
- 1785: Thomas de Quincey, periodista y escritor británico (f. 1859).
- 1798: Joaquín María López, político español (f. 1855).
- 1803: Domingo Nieto, militar, político y presidente peruano (f. 1844).
- 1807: Jules Grévy, político francés, 4.º presidente de la República francesa (f. 1891).
- 1824: John Chisum, empresario estadounidense (f. 1884).
- 1857: Albert Ballin, empresario alemán (f. 1918).
- 1860: Kolë Idromeno, escultor albanés (f. 1939).
- 1862: Blanca de los Ríos, escritora y pintora española (f. 1956).
- 1865: Mikao Usui, líder religioso japonés, creador del Reiki (f. 1926).
- 1866: Italo Santelli, esgrimista italiano (f. 1945).
- 1872: Sri Aurobindo, político, poeta y yogui indio (f. 1950).
- 1873: Ramaprasad Chanda, arqueólogo e historiador indio (f. 1942).
- 1875: Samuel Coleridge-Taylor, pianista, violinista y compositor británico (f. 1912).
- 1877: Eugenio Baroffio, arquitecto uruguayo (f. 1956).
- 1878: Francisco Pujol, compositor español (f. 1945).
- 1879: Ethel Barrymore, actriz estadounidense (f. 1959).
- 1883: Ivan Meštrović, escultor y arquitecto croata (f. 1962).
- 1885: Alberto Álvarez de Cienfuegos, escritor español (f. 1957).
- 1885: María Luisa Garza "Loreley", escritora y periodista mexicana (f. 1980).
- 1888: Thomas Edward Lawrence (Lawrence de Arabia) militar, arqueólogo y escritor británico (f. 1935).
- 1888: Julio Rey Pastor, matemático español (f. 1962).
- 1890: Jacques Ibert, compositor francés (f. 1962).
- 1892: Louis-Victor de Broglie, físico francés, premio Nobel de física en 1929 (f. 1987).
- 1892: Iván Boldin, militar soviético (f. 1968)
- 1893: Aleksandr Gauk, compositor y director de orquesta ucraniano (f. 1963)
- 1895: Ignacio Anaya García, cocinero mexicano, creador de los nachos (f. 1975).
- 1896: Gerty Cori, bioquímica y fisióloga checa, premio Nobel de medicina o fisiología (f. 1957).
- 1901: Arnulfo Arias Madrid, presidente panameño (f. 1988).
- 1905: Joachim Mrugowsky, médico alemán miembro del Partido Nacional Socialista (f. 1948).
- 1907: Eduardo Chibás, político cubano (f. 1951).
- 1907: Carmen Conde, poetisa española (f. 1996).
- 1907: Manuel Casanueva Ramírez, agrónomo y político chileno (f. 1984).
- 1907: Miguel Morayta Martínez, militar, guionista y director de cine español radicado en México (f. 2013).
- 1908: Jesús Rubio García-Mina, político español (f. 1976).
- 1912: Julia Child, chef y escritora estadounidense (f. 2004).
- 1912: Wendy Hiller, actriz británica (f. 2003).
- 1912: Elizabeth Kerr, actriz estadounidense (f. 2000).
- 1912: Amir Khan, cantante indio (f. 1974).
- 1914: Paul Rand, diseñador gráfico estadounidense (f. 1996).
- 1917: Jack Lynch, político irlandés, 5.º taoiseach de ese país (f. 1999).
- 1917: Óscar Romero, arzobispo salvadoreño (f. 1980).
- 1918: Tránsito Cocomarola, músico y folclorista argentino (f. 1974).
- 1919: Huntz Hall, actor y cantante estadounidense (f. 1999).
- 1921: Amalia Lacroze de Fortabat, empresaria argentina (f. 2012).
- 1922: Sabino Barinaga, futbolista y entrenador español (f. 1988).
- 1922: Leonard Baskin, escultor y dibujante estadounidense (f. 2000).
- 1922: Marina Chechneva, piloto militar soviética, Heroína de la Unión Soviética (f. 1984).
- 1923: Rose Marie, actriz y cantante estadounidense (f. 2017).
- 1924: Werner Abrolat, actor alemán (f. 1997).
- 1924: Robert Bolt, dramaturgo y guionista británico (f. 1995).
- 1924: Phyllis Schlafly, abogado y activista estadounidense (f. 2016).
- 1925: Mike Connors, actor y productor estadounidense (f. 2017).
- 1925: Oscar Peterson, pianista canadiense de jazz (f. 2007).
- 1925: Leonie Ossowski, escritora alemana (f. 2019).
- 1926: John Silber, filósofo y académico estadounidense (f. 2012).
- 1926: Konstantinos Stefanópulos, político griego, presidente entre 1995 y 2005 (f. 2016).
- 1928: Nicolas Roeg, cineasta británico (f. 2018).
- 1929: Yeoryios Rubanis, atleta griego.
- 1930: José María Zárraga, futbolista español (f. 2012).
- 1931: Janice Rule, actriz estadounidense (f. 2003).
- 1931: Richard Heck, químico estadounidense (f. 2015).
- 1932: Juan José Catalán, abogado y político argentino, colaboracionista con la dictadura de Videla (f. 2013).
- 1933: Bobby Helms, cantante y guitarrista estadounidense (f. 1997).
- 1934: Bobby Byrd, músico estadounidense (f. 2007).
- 1935: Agustín Alezzo, actor y director de teatro argentino (f. 2020).
- 1935: Régine Deforges, escritor, dramaturgo y director francés (f. 2014).
- 1938: Stephen Breyer, jurista estadounidense.
- 1938: Janusz Zajdel, escritor polaco (f. 1985).
- 1940: Gudrun Ensslin, terrorista alemana, fundadora de la Facción del Ejército Rojo (f. 1977).
- 1941: Jim Brothers, escultor estadounidense (f. 2013).
- 1943: Miguel Rodríguez Orejuela, narcotraficante colombiano.
- 1944: Gianfranco Ferré, diseñador de moda italiano (f. 2007).
- 1944: Sylvie Vartan, cantante y actriz francobúlgara.
- 1945: Alain Juppé, político francés.
- 1945: Khaleda Zia, político bangladesí, 9.º primer ministro.
- 1946: Tony Robinson, actor, productor y guionista británico.
- 1946: Jimmy Webb, cantante-compositor y pianista estadounidense.
- 1947: Juan Carlos Eguillor Uribarri, historietista, pintor y grabador español (f. 2011).
- 1950: Tommy Aldridge, baterista estadounidense, de las bandas Motörhead y Whitesnake.
- 1950: Ana de Inglaterra, princesa real británica.
- 1950: Tess Harper, actriz estadounidense.
- 1951: Bobby Caldwell, cantante-compositor estadounidense.
- 1951: Ada Maza, política argentina.
- 1952: Francisco Javier Varela, militar español, jefe de Estado Mayor del Ejército de Tierra.
- 1953: Paulo Laserna Phillips, periodista, politólogo, presentador de televisión y empresario colombiano.
- 1953: Hamilton Mourão, militar brasileño.
- 1953: Rigoberto Cisneros, futbolista mexicano.
- 1953: Mark Thatcher, empresario británico, hijo de Margaret Thatcher.
- 1953: Alberto Noya Sanmartín, Payaso chileno-colombiano (f. 2019).
- 1954: Stieg Larsson, escritor sueco (f. 2004).
- 1956: Arnulfo Mejía Rojas, pintor, muralista y sacerdote mexicano.
- 1957: Željko Ivanek, actor esloveno.
- 1957: Bill Simpson, bajista británico, de la banda The Skids.
- 1957: Lương Cường, político vietnamita, Presidente de Vietnam desde 2024.
- 1958: Simon Baron-Cohen, psiquiatra y escritor anglocanadiense.
- 1958: Rondell Sheridan, estadounidense actor y director.
- 1959: Jesús López-Medel, jurista y político español.
- 1959: Fabio Restrepo, actor colombiano (f. 2022).
- 1960: Alejandro Müller, actor argentino.
- 1961: Fernando Peralta, futbolista español.
- 1962: Tatiana Capote, modelo y actriz venezolana de origen cubano.
- 1963: Alejandro González Iñárritu, cineasta, productor y guionista mexicano.
- 1963: Lady Miss Kier, cantante-compositora y productora estadounidense.
- 1963: Valeri Levonevski, activista, expreso político y empresario bielorruso.
- 1963: Stephan Lehmann, futbolista suizo.
- 1964: Melinda French Gates, empresaria estadounidense, exesposa de Bill Gates.
- 1964: Debi Mazar, actriz estadounidense.
- 1965: Dominick Pezzulo, policía estadounidense (f. 2001).
- 1966: Mariana Arias, actriz y modelo argentina.
- 1966: Chokri El Ouaer, futbolista tunecino.
- 1967: Laura Torres, actriz, cantante y locutora de doblaje mexicana.
- 1968: Debra Messing, actriz estadounidense.
- 1969: Bernard Fanning, cantante-compositor australiano, de la banda Powderfinger.
- 1969: Carlos Roa, futbolista argentino.
- 1970: Anthony Anderson, actor y comediante estadounidense.
- 1970: Iván Ferreiro, músico español.
- 1971: María Patiño, periodista española.
- 1972: Ben Affleck, actor y cineasta estadounidense.
- 1972: Manuel Medina, actor mexicano.
- 1973: Juan Gil Navarro, actor argentino.
- 1973: Atom Willard, baterista estadounidense, de las bandas The Offspring, Danko Jones, y The Special Goodness.
- 1973: Sami Wolking, músico estadounidense, de las bandas Lordi y Naked Idol.
- 1973: Nebojša Krupniković, futbolista serbio.
- 1973: José Alexandre Alves Lindo, futbolista brasileño.
- 1974: Daniel Samper Ospina, periodista, escritor, y YouTuber colombiano.
- 1974: Gry Bay, actriz y cantante danesa.
- 1974: Natasha Henstridge, actriz canadiense.
- 1974: Mohamed Ofei Sylla, futbolista guineano (f. 2019).
- 1975: Kara Wolters, baloncestista estadounidense.
- 1975: Yoshikatsu Kawaguchi, futbolista japonés.
- 1976: Abiy Ahmed Ali, político etíope, premio Nobel de la paz 2019.
- 1976: Boudewijn Zenden, futbolista neerlandés.
- 1976: Dante Poli, futbolista chileno.
- 1976: Dmitri Fofonov, ciclista kazajo.
- 1977: Takuro Nishimura, futbolista japonés.
- 1978: Tim Foreman, bajista estadounidense, de la banda Switchfoot.
- 1978: Lilia Podkopaieva, gimnasta ucraniana.
- 1978: Yoo Kyoung-youl, futbolista surcoreano.
- 1979: Carl Edwards, piloto estadounidense de carreras.
- 1979: Javier Yacuzzi, futbolista argentino (f. 2023).
- 1980: Giampaolo Caruso, ciclista italiano.
- 1981: Brendan Hansen, nadador estadounidense.
- 1982: Natalia Pastorutti, cantante argentina.
- 1982: David Cuevas, periodista español.
- 1982: Richar Estigarribia, futbolista paraguayo.
- 1982: Johan Marin Cáceres, futbolista venezolano.
- 1983: Jancarlos de Oliveira Barros, futbolista brasileño (f. 2013).
- 1983: Timati, rapero, productor y actor ruso.
- 1983: Iván Archivaldo Guzmán Salazar, narcotraficante mexicano.
- 1984: Quinton Aaron, actor estadounidense.
- 1984: Matías Caruzzo, futbolista argentino.
- 1984: Khalifa Sankaré, futbolista senegalés.
- 1985: Emily Kinney, actriz y cantante estadounidense.
- 1985: Santiago Stieben, actor y productor argentino.
- 1985: Nipsey Hussle, rapero estadounidense (f. 2019).
- 1986: Natalia Kills, cantautora británica.
- 1986: Besik Kudujov, luchador ruso (f. 2013).
- 1986: Montserrat Ballarín, actriz chilena.
- 1987: Michel Kreder, ciclista neerlandés.
- 1988: Oussama Assaidi, futbolista marroquí.
- 1988: Sanne Troelsgaard, futbolista danesa.
- 1988: Boban Marjanović, baloncestista serbio.
- 1989: Joe Jonas, cantautor estadounidense, de la banda Jonas Brothers.
- 1989: Carlos Pena, Jr., actor y cantante estadounidense, de la banda Big Time Rush.
- 1989: Belinda Peregrín, cantante y actriz mexicana de origen español.
- 1989: Ryan McGowan, futbolista australiano.
- 1989: Matt Hargreaves, escritor y actor británico.
- 1990: Jennifer Lawrence, actriz estadounidense.
- 1990: Diana Amarilla, actriz y cantante argentina.
- 1991: Chema González, baloncestista español.
- 1991: Filip Mladenović, futbolista serbio.
- 1991: Marcel Schiller, balonmanista alemán.
- 1991: Marta Griñán, periodista española.
- 1992: Laura Luís, futbolista portuguesa.
- 1992: Jordan Kerby, ciclista neozelandés.
- 1993: Alex Oxlade-Chamberlain, futbolista británico.
- 1993: Clinton N'Jie, futbolista camerunés.
- 1993: Dominique Heintz, futbolista alemán.
- 1994: Kosuke Hagino, nadador japonés.
- 1994: Romario Williams, futbolista jamaicano.
- 1994: Lina Magull, futbolista alemana.
- 1995: Isaac Donkor, futbolista ghanés.
- 1995: Carlos Carvalho, futbolista brasileño.
- 1996: Samuel Röthlisberger, balonmanista suizo.
- 1996: Yudai Tobita, futbolista japonés.
- 1996: Naoya Senoo, futbolista japonés.
- 1996: Duvan Torres, futbolista colombiano.
- 1997: Adrián Mora Barraza, futbolista mexicano.
- 1997: Olivier Mbaizo, futbolista camerunés.
- 1997: Nicoline Sørensen, futbolista danesa.
- 1997: Catalina Castelblanco, actriz chilena.
- 1997: Arianna Castiglioni, nadadora italiana.
- 1997: Sebastian Kabas, remero austriaco.
- 1997: Thomas Koenig, arquero francés.
- 1997: Megan Barker, ciclista británica.
- 1998: Gulliver McGrath, actor australiano.
- 1998: Ndifreke Udo, futbolista nigeriano.
- 1998: Jari Vlak, futbolista neerlandés.
- 1998: Yang Jiaxing, gimnasta artístico chino.
- 1999: Leonardo Aguilar, cantante mexicano.
- 1999: Ryo Saito, futbolista japonés.
- 1999: Mohamed Fofana, taekwondista maliense.
- 1999: Finn Iles, ciclista canadiense.
- 1999: Tucker Richardson, baloncestista estadounidense.
- 2000: Alan Rodríguez, futbolista paraguayo.
- 2000: Erick Perleche, futbolista peruano.
- 2000: Laurens Devos, tenista belga.
- 2000: Runa Imai, nadadora japonesa.
- 2000: Umi Garrett, pianista estadounidense.
- 2000: Brooks Baldwin, beisbolista estadounidense.
- 2000: Yuto Tsunashima, futbolista japonés.
- 2001: Oliver Antman, futbolista finlandés.
- 2003: Juan Luis Sánchez Velasco, futbolista español.
- 2003: Denzell García, futbolista mexicano.

## Fallecimientos
- 605 a. C.: Nabopolasar, rey caldeo de Babilonia, fundador del Imperio neobabilónico y artífice de la caída del Imperio asirio. (n. 658 a. C.).
- 465: Libio Severo, emperador romano (n. 420).
- 874: Altfrid, obispo germano (n. 800).
- 1063: Ibn Hazm, filósofo, teólogo y poeta hispanoárabe (n. 994).
- 1118: Alejo I Comneno, emperador bizantino (n. 1048).
- 1274: Robert de Sorbón, religioso francés, fundador de La Sorbona (n. 1201).
- 1315: Margarita de Borgoña, reina consorte navarra y francesa (n. 1290).
- 1369: Felipa de Henao, reina consorte inglesa (n. 1314).
- 1568: Estanislao Kostka, santo polaco (n. 1550).
- 1621: John Barclay, escritor escocés (n. 1582).
- 1666: Johann Adam Schall von Bell, misionero y astrónomo alemán (n. 1591).
- 1714: Constantin Brâncoveanu, aristócrata rumano (n. 1654).
- 1728: Marin Marais, compositor y violista francés (n. 1656).
- 1758: Pierre Bouguer, matemático, geofísico y astrónomo francés (n. 1698).
- 1799: Giuseppe Parini, poeta italiano (n. 1729).
- 1852: Johan Gadolin, químico, físico y mineralogista finlandés (n. 1760).
- 1860: Juliana de Sajonia-Coburgo-Saalfeld, aristócrata alemana (n. 1781).
- 1860: José Ignacio Pavón, político mexicano (n. 1791).
- 1867: Manuel Antonio Tocornal, abogado y político chileno (n. 1817).
- 1907: Joseph Joachim, director de orquesta, violinista y compositor húngaro (n. 1831).
- 1907: John Kerr, físico escocés (n. 1824).
- 1909: Euclides da Cunha, sociólogo y periodista brasileño (n. 1866).
- 1921: Tomás Morales Castellano, poeta español (n. 1884).
- 1935: Will Rogers, actor, cantante y guionista estadounidense (n. 1879).
- 1935: Paul Signac, pintor francés (n. 1863).
- 1936: Grazia Deledda, escritora, poetisa y dramaturga italiana, premio nobel de literatura en 1926 (n. 1871).
- 1936: Federico Landrove López, político español (n. 1909).
- 1936: Henry Lytton, actor y cantante de ópera británico (n. 1865).
- 1939: Federico Gamboa, periodista, narrador y autor dramático mexicano (n. 1864).
- 1951: Artur Schnabel, compositor y pianista polaco (n. 1882).
- 1953: André Georges Corap, militar francés (n. 1878).
- 1953: Ludwig Prandtl, físico e ingeniero alemán (n. 1875).
- 1962: Lei Feng, soldado chino (n. 1940).
- 1963: Alberto Rabadá, escalador español (n. 1933).
- 1963: Ernesto Navarro, escalador español (n. 1934).
- 1964: Eino Kettunen, compositor finés (n. 1894).
- 1964: Dr. Atl (Gerardo Murillo), pintor y escritor mexicano (n. 1875).
- 1967: Luis Antonio Eguiguren Escudero, periodista, político, abogado e historiador peruano (n. 1887).
- 1965: Peloduro (Julio Esteban Suárez), caricaturista, historietista y periodista uruguayo (n. 1909).
- 1966: Benito Villamarín, industrial español, presidente del Real Betis Balompié (n. 1916).
- 1967: René Magritte, pintor belga (n. 1898).
- 1967: Manuel Prado Ugarteche, político peruano,  presidente del Perú entre 1939-1945 y 1956-1962 (n. 1889).
- 1968: Luis Gianneo, compositor y pianista argentino (n. 1897).
- 1970: Duane Thompson, actriz estadounidense (n. 1903).
- 1971: Javier Barros Sierra, ingeniero y funcionario mexicano, rector de la Universidad Nacional Autónoma de México de 1966 a 1970 (n. 1915).
- 1971: Paul Lukas, actor y cantante húngaro (n. 1895).
- 1975: Sheikh Mujibur Rahman, político bengalí, 1.º presidente de su país (n. 1920).
- 1975: Clay Shaw, empresario estadounidense (n. 1913).
- 1980: Pau Vila, geógrafo hispano-venezolano, premio de las Letras Catalanas en 1976 (n. 1881).
- 1982: Ernie Bushmiller, dibujante estadounidense de cartoon (n. 1905).
- 1982: Axel HugoTheorell, bioquímico y académico sueco, Premio Nobel de Fisiología o Medicina 1955 (n. 1903).
- 1989: Minoru Genda, piloto, general y político japonés (n. 1904).
- 1990: Víktor Tsoi, cantante-compositor ruso, de la banda Kino (n. 1962).
- 1990: Paulino Vicente, pintor español (n. 1900).
- 1991: Herrerita (Eduardo Herrera), futbolista español (n. 1914).
- 1993: Nathán Pinzón, actor y guionista argentino (n. 1917).
- 1993: Carmelo Santiago, periodista, autor, productor, guionista y cineasta argentino (n. 1915).
- 1994: Paul Edward Anderson, strongman estadounidense (n. 1932).
- 1994: Wout Wagtmans, ciclista neerlandés (n. 1929).
- 2003: Luis Fernández Martín, sacerdote jesuita e historiador español (n. 1908).
- 2004: Sune Karl Bergström, científico sueco, premio nobel de medicina y fisiología en 1982 (n. 1916).
- 2006: Te Atairangi Kaahu, reina maorí (n. 1931).
- 2006: Faas Wilkes, futbolista neerlandés (n. 1923).
- 2007: Silvia Bleichmar, psicoanalista y escritora argentina (n. 1944).
- 2008: Jerry Wexler, periodista y productor estadounidense (n. 1917).
- 2011: Bernardo Tobón de la Roche, productor colombiano de radio (n. 1919).
- 2011: Hugo Perié, político argentino (n. 1944).
- 2012: Bob Birch, bajista y saxofonista estadounidense (n. 1956).
- 2012: Altamiro Carrilho, flautista y compositor brasileño (n. 1924).
- 2012: Biff Elliot, actor estadounidense (n. 1923).
- 2013: Bert Lance, empresario y funcionario estadounidense (n. 1931).
- 2013: Rosalía Mera, empresaria española, cofundadora de Inditex y sus marcas Zara, Massimo Dutti... (n. 1944).
- 2013: Sławomir Mrożek, escritor y dramaturgo francopolaco (n. 1930).
- 2013: August Schellenberg, actor canadiense-estadounidense (n. 1936).
- 2013: Marich Man Singh Shrestha, político nepalí (n. 1942).
- 2013: Jacques Vergès, abogado francotailandés (n. 1925).
- 2014: Licia Albanese, soprano y actriz ítaloestadounidense (n. 1909).
- 2015: Rafael Chirbes, escritor español (n. 1949).
- 2017: Miguel Alfonso Murillo, fue un actor colombiano de cine, teatro y televisión. (n. 1951).
- 2020: Robert Trump, desarrollador de bienes raíces estadounidense (n. 1948).
- 2021: Gerd Müller, futbolista alemán (n. 1945).
- 2024: BeatKing (39), rapero estadounidense; embolia pulmonar (n. 1985).[1]
- 2024: Lars Björn (92), jugador de hockey sobre hielo sueco (n. 1931).[2]
- 2024: Jaime Botín (88), banquero español (n. 1936).[3]
- 2024: Galina Brok-Beltsova (99), navegadora bombardera rusa (n. 1925).[4]
- 2024: Ivair (79), futbolista brasileño (n. 1945).[5]
- 2024: Imre Komora (84), jugador y entrenador de fútbol húngaro (n. 1940).[6]
- 2024: Peter Marshall (98), cantante y actor estadounidense (n. 1926).[7]
- 2024: Jim McLaughlin (83), futbolista británico (n. 1940).[8]
- 2024: Ľubomír Paulovič (71), actor eslovaco (n. 1952).[9]
- 2024: Carlos Romeo Casabona (72), médico, penalista y catedrático español (n. 1952).[10]
- 2024: Jack Russell (63), cantante estadounidense de hard-rock (n. 1960), de la banda Great White.[11]
- 2024: Fábio Seródio (59), periodista deportivo brasileño; tumor cerebral (n. 1965).[12]
- 2025: Javier Lambán (67), político español (n.1957)

## Celebraciones
- Día Mundial de la Relajación.[13]
Busca recordar la importancia de dedicar tiempo a descansar, reducir el estrés y cuidar la salud mental y física. La fecha invita a practicar actividades que fomenten el bienestar, como la meditación, el yoga, la lectura o simplemente desconectarse de las obligaciones diarias. Fue impulsado por iniciativas de salud y bienestar para promover un estilo de vida más equilibrado en medio del ritmo acelerado moderno.

- Día Mundial del Reiki.[14]
En honor al nacimiento de Mikao Usui (1865-1926), fundador de esta técnica japonesa de “sanación energética”.

 Por países
(Por orden alfabético)
- Argentina: 
  -  Armada Argentina: Día del Escalafón Intendencia.[15]
Se instituye mediante una iniciativa de la entonces Contraloría General Naval; tomando como base el 15 de agosto de 1810, donde la junta de gobierno había nombrado a Manuel Mutis para que administrara una partida destinada a la habilitación de los buques que habrían de construir la primera escuadra naval.
  -  Misiones: 
    - Aniversario de Wanda.[16]
Fundación: 15 de agosto de 1936 (89 años).
    - Aniversario del Círculo de Oficiales de la Policía de Misiones.
Fundación: 15 de agosto de 1964 (61 años).
      -  Posadas: Aniversario del Club Deportivo Unión.[17]
Fundación: 15 de agosto de 1929 (96 años).

- Bangladés:
  - Día Nacional de Luto.[18]

- Corea del Norte: 
  - Día de la Independencia.

- Corea del Sur: 
  - Día de la Independencia.

- Costa Rica: 
  - Día de la Madre.

- India: 
  - Día de la Independencia.

- Japón: 
  - Obon u O-Bon (お盆?), o simplemente Bon (盆?), festividad japonesa.

- Italia: 
  - Ferragosto.

- Liechtenstein: 
  - Fiesta Nacional.[19]Día de la Asunción ó Día de la Mujer.
Se celebra desde 1940 y está estrechamente relacionado como previa y recordatorio del cumpleaños del Príncipe Francisco José II, el 16 de agosto.

- México
  - Día Nacional del Cine Mexicano.[20]
  - Día Nacional de la Mujer Futbolista.[21]

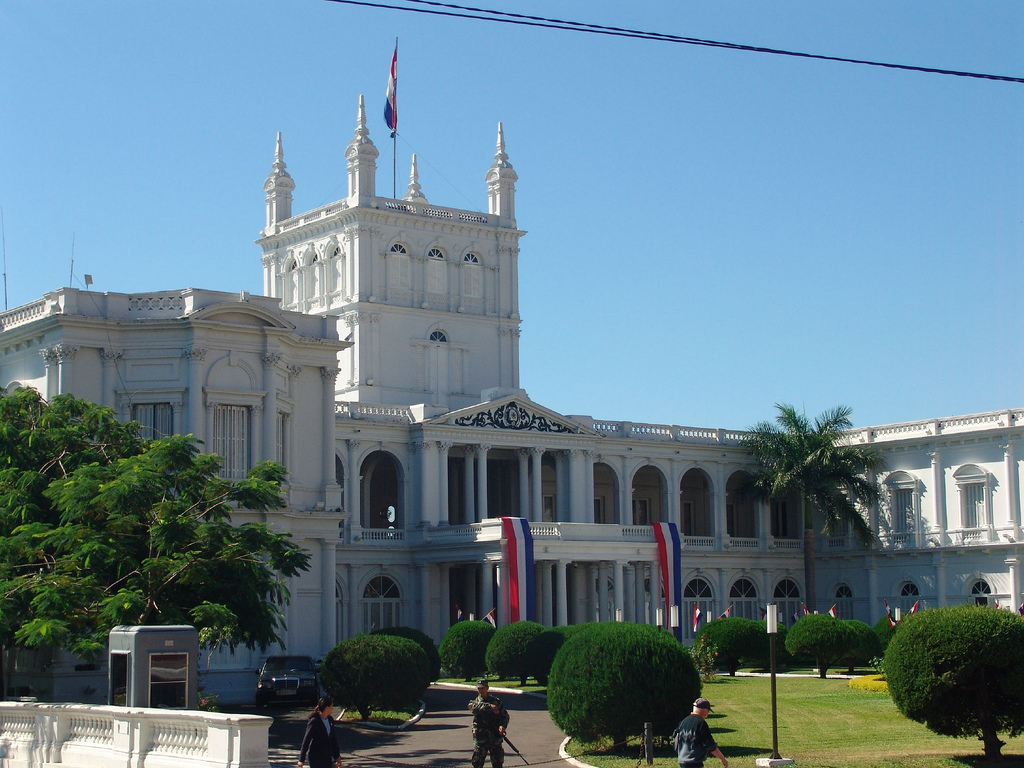
Paraguay celebra el aniversario de su capital, Asunción.

Esta fecha fue propuesta y aprobada por la Comisión de Juventud y Deporte del Senado, con el objetivo de reconocer la valiosa contribución de las mujeres al fútbol en México. Se debe a que este día de 1971 inició en México el Segundo Campeonato Mundial de Fútbol Femenil en el Estadio Azteca, en el que participó la selección mexicana junto a otras internacionales.

- Paraguay: 
  - Aniversario de Asunción.
Fue fundada como Nuestra Señora de la Asunción,[22]el 15 de agosto de 1537 por Juan de Salazar de Espinosa, lo que la hace una de las ciudades más antiguas de Sudamérica.
Fundación: 15 de agosto de 1537 (488 años).

- Perú:
  - Arequipa: 
    - Día de Arequipa, aniversario de la fundación.

  - Huánuco:
    - Día de Huánuco, aniversario de la fundación.

  - Piura:
    - Día de Piura, aniversario de la fundación.

- Polonia:
  - Día de las Fuerzas Armadas de Polonia.[23]
Se celebra el aniversario de la victoria en una batalla contra el ejército ruso que tuvo lugar en las afueras de Varsovia en 1920.

- República Democrática del Congo: 
  - Día Nacional de la República del Congo.
Conmemora la independencia de Francia en 1960 (hace 65 años). Este día se celebra con desfiles, ceremonias y eventos culturales en todo el país.

Por religiones
- La Iglesia Anglicana celebra la fiesta de Santa María Virgen, fiesta principal de la Madre de Dios, en dicha confesión.
- Las Iglesias Ortodoxas, celebran la fiesta de la Dormición de Theotokos, que conmemora la muerte, posterior resurrección y asunción a los cielos de la Virgen María.

### Santoral católico
- Ciudad del Vaticano:

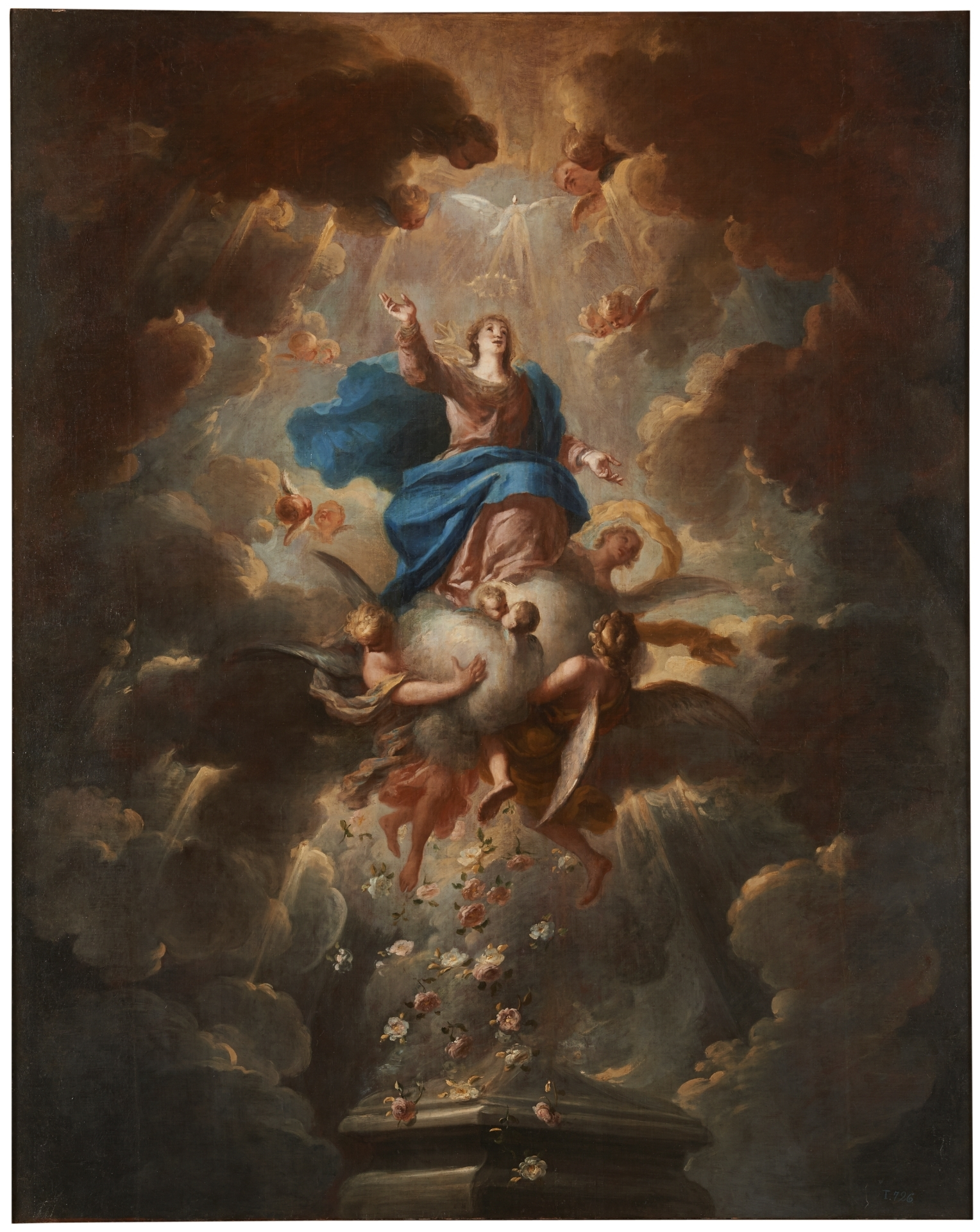
La Asunción de la Virgen, de Juan Vicente Ribera.

  - La Iglesia Católica celebra en este día la Festividad de la Asunción de la Virgen.[24]
- Asunción de la Virgen María.[25]
- Santa María del Alba.
- Nuestra Señora de La Vang.
- Nuestra Señora de Madhu.
- Nuestra Señora del Patrocinio.
- Nuestra Señora del Prado.
- Nuestra Señora de El Cisne.
- San Alipio de Tagaste.
- San Alfredo de Hildeseheim.
- San Arduino de Rimini.
- San Arnulfo de Soissons.
- San Estanislao de Kostka.
- San Tarcisio.
- Santa Gioconda, virgen y mártir romana.
- San David Roldán Lara.
- San Luis Batis Sáinz.
- San Manuel Morales Cervantes.
- San José Salvador Lara Puente.
- Santo Simpliciano de Milán.
- Beato Angelo de San José.
- Beato Aimo Taparelli.
- Beato Alberto Berdini de Sarteano.
- Beato Carmelo Sastre Sastre.
- Beato Claudio Granzotto.
- Beato Domingo María de Alboraya.
- Beatas Elisabetta y María del Paradiso, hermanas y vírgenes, mercedarias.
- Beato Ferdinando de Pazos, laico mercedario.
- Beato Isidoro Bakanja.
- Beato José María Peris Polo.
- Beata Juliana Puricelli.
- Beata María Sagrario de San Luis Gonzaga.
- Beato Pio Alberto del Corona.
- Beato Vicente Soler.

 Por países
(Por orden alfabético)
- Alemania:
  - Día de la Virgen de la Asunción.[26]

- Austria:
  - Día de la Asunción.

- Bolivia:
  - Quillacollo: Fiesta de la Virgen María de Urkupiña.

- España:
  - Bagüés (Zaragoza, Aragón): Fiestas Patronales de la Virgen de la Paruela.
  - Baeza (Jaén): Fiestas Patronales de Nuestra Señora del Alcázar.
  - Cantillana (Sevilla).
  - Ruidera (provincia de Ciudad Real): fiestas patronales en honor a La Virgen de la Blanca.
  - Elche: Misterio de Elche, fiestas patronales de Nuestra Señora de la Asunción.
  - Murcia (Región de Murcia): fiestas patronales de Nuestra Señora de la Asunción.
  - Guijuelo (Salamanca).
  - Hinojal: fiesta patronal de Nuestra Señora de la Asunción.
  - Jasa (Huesca).
  - Orol (Lugo).
  - Rábade (Lugo).
  - Lagunilla (provincia de Salamanca).
  - Mazarrón (provincia de Murcia).
  - Obón (provincia de Teruel).
  - Órdenes (provincia de La Coruña).
  - Padiernos (provincia de Ávila).
  - Peñafiel (Valladolid).
  - Villaralbo-Zamora: Fiestas patronales de Nuestra Señora de la Asunción
  - Villasur de Herreros (Burgos).
  - Ohanes (Almería): Romería al santuario de Nuestra Señora de Consolación de Tices.
  - Almuñécar (Granada): Fiestas Patronales de Ntra. Sra. de la Antigua Coronada.
  - Pinos del Valle (Granada): Continúan las fiestas Patronales.
  - Benia de Onís (Asturias): Fiestas patronales de Benia, Nuestra Señora de Castru.
  - Motril (Granada): Fiestas patronales de Nuestra Señora de la Cabeza Coronada.
  - Albuñuelas (Granada): fiestas de Nuestra Señora de las Angustias.
  - Gijón: Semana Grande de Gijón, Día de Begoña (fiestas patronales de Nuestra Señora de Begoña).
  - Ciudad Real: Fiestas patronales de Nuestra Señora del Prado.
  - Moral de Calatrava (Ciudad Real): fiestas patronales de Nuestra Señora de la Sierra.
  - Badajoz: Fiestas patronales de Nuestra Señora de Montevirgen.
  - Lepe (Huelva): Fiesta patronal en honor a la Virgen de la Bella.[27]
  - Bilbao: Fiestas patronales, Semana Grande, Día de Begoña (Nuestra Señora de Begoña).
  - Leganés, Madrid: Fiesta patronal de Nuestra Señora de Butarque.
  - Pasarón de la Vera (provincia de Cáceres): Fiesta patronal de Nuestra Señora de la Blanca.
  - Canarias: fiesta patronal en honor de Nuestra Señora de la Candelaria (patrona de las islas).[28]
  - Madrid: las fiestas en honor de la Virgen de la Paloma.
  - Sevilla: celebración de la asunción de «Nuestra Señora» con la procesión de la Virgen de los Reyes.
  - Sanlúcar de Barrameda (provincia de Cádiz): Fiesta patronal de Nuestra Señora de la Caridad.
  - Cee (provincia de La Coruña): Fiesta Patronal de Nuestra Señora de la Junquera.
  - Quintanar de la Orden (provincia de Toledo): Fiesta Patronal de Nuestra Señora de la Piedad.
  - Quirós (Asturias): Fiestas patronales de la Virgen del Alba.
  - Membrío (provincia de Cáceres): Fiestas patronales de Nuestra Señora de Gracia.
  - Serón (Almería) Virgen de los Remedios.
  - Torrelavega (Cantabria): Fiestas patronales de La Virgen Grande.
  - Santa María de Guía: la Virgen de Guía.
  - Balisa: Fiesta de la Virgen del Otero.

- Guatemala:
  - Ciudad de Guatemala: Virgen de la Asunción, patrona de la ciudad.

- México:
  - Aguascalientes: Fiestas patronales de la Virgen de la Asunción, patrona del Estado.

- Paraguay:
  - Asunción: Fiestas patronales Nuestra Señora Santa María de la Asunción.[29]

- Venezuela:
  - Táriba: Virgen de la Consolación, patrona del Estado Táchira.